# 길 (단위)
길은 길이의 단위이다. 한 길은 여덟 자 또는 열 자로, 약 2.4미터 또는 3미터에 해당한다.

## 같이 보기
- 장